# Mujer filipina
Mujer filipina es una pintura del artista filipino Lorenzo de la Rocha Icaza.

## Historia
Ángel Avilés Merino, ministro español de Instrucción y Bellas Artes, visitó en 1895 la Escuela de Bellas Artes de Manila en ese entonces dirigida por el artista filipino Lorenzo de la Rocha. En su visita, como regalo, se le entregaron varias obras entre las cuales se encontraba este lienzo. En 1922, dos años antes de su muerte, Ángel Avilés donó su colección al Museo de Bellas Artes de Córdoba, pasando este cuadro a los fondos del museo donde se conserva actualmente.
Desde junio de 2014 a enero de 2015 formó parte de la exposición temporal "Colonia apócrifa. Imágenes de la colonialidad en España" del Museo de Arte Contemporáneo de Castilla y León.